# Sanicula epipactis
Sanicula epipactis — вид квіткових рослин з родини окружкових (Apiaceae). Ареал: Австрія, Чехія, Словаччина, Італія, Польща, Словенія, Хорватія.

## Середовище
Росте в листяних лісах і на узліссях, на перегнійних і глинистих ґрунтах, слабовологих, слабокислих і слаболужних. Рідко спускається в низовини, але частіше зустрічається в горбистих і гірських районах.

## Біоморфологічний опис
Багаторічна трав'яниста рослина з коротким кореневищем, приземні листки 3(5)-численні, стебло 10–25 см заввишки, безлисте. Цвіте до повного облистнення дерев, у квітні та травні. Квіти, що ростуть у зонтику, підтримуються яскравими листоподібними приквітками завдовжки до 3 см, пелюстки віночка близько 2,5 мм. Мерикарпії до 4 мм завдовжки, із залишками засохлої чашечки на верхівці, чорно-бурі.